# La Isla Apocalíptica
La Isla Apocalíptica (en inglés, Apocalypse Island) es el nombre de un programa de televisión de dos horas de duración del History Channel, parte de la serie "Armageddon", con la narración de Robert Davi. El arqueólogo autodidacta canadiense, Jim Turner va al Archipiélago Juan Fernández para mostrar a los espectadores dos formaciones rocosas que afirma que son estatuas Mayas, que conecta con las supuestas profecías mayas del 2012.
En el sitio www.apocalypseisland.com, en la sección "Alineaciones Isla 2012" y en la sección sobre los "Monumentos" líticos Turner aún se adscribe al mayanismo y afirma que se ve el Dios del Sol maya en una formación vertical y un jaguar acostado en formación horizontal (vistos desde el Norte, cree ver un caracol desde el Sur).

## Críticas
El programa atrajo a la crítica y ha sido acusado de falta de fundamento científico, con afirmaciones de que la percepción de Turner de que se trata de "monumentos" podría ser el resultado del fenómeno de pareidolia. El documental causó más de una protesta, incluso la creación de un sitio web dedicado a refutar las afirmaciones de Turner. Las críticas incluyen:
- El programa describe a Jim Turner como arqueólogo y Jeff Salz, quien acompañó a Turner, como un antropólogo, pero James Turner es en realidad un explorador aficionado que completó sus estudios a nivel de escuela y universidad en Canadá, obteniendo un título en Filosofía con mención en Estudios Literarios en 1993 (recién actualmente cursa un pregrado sobre cultura maya por el interés que le suscitó),[9] mientras que Salz es solo un orador motivacional.

- Estas formaciones rocosas de la isla Robinson Crusoe son generalmente aceptadas como afloramientos volcánicos naturales, no como "monumentos mayas" como Jim Turner dicen que son.[10]

- Un tiempo excesivamente largo se dedica a una innecesaria travesía en un pequeño bote de Valparaíso, Chile, a la isla y luego el desembarco en una balsa de caucho en una playa desierta. Da la impresión que la isla está deshabitada e inaccesible cuando actualmente existe un poblado (San Juan Bautista, Chile) y un aeródromo. El mapa de rutas[11] muestra un sendero a pie que va a las cercanías inmediatas de las formaciones de roca en el número 6.

- No se menciona que no hay ninguna señal de presencia humana prehispánica en la isla.[12] Salz, a pesar de intentar defender el show como un viaje con bellas fotografías, no confirma la reclamación de origen Maya de las formaciones de roca. En su respuesta del 14 de enero de 1999, afirma "todo lo que puedo decir es que en ningún momento y en ningún lugar cerca del "monumento" fui capaz de detectar algún signo de hechura humana."[13]

- La isla está a 5.631 kilómetros de distancia del área maya, en las costas de Guatemala, y más de 643 kilómetros del punto más cercano en el territorio continental de Chile. Así que el que los mayas hayan podido saber de la existencia de la isla es poco probable, y que podrían haber llegado en sus canoas es aún más exagerado.

- El programa ha sido considerado como un clásico de culto de que tan mal o engañosamente puede ser hecho un documental.[14][15][16] Hay muchos foros donde la gente ha ventilado su frustración por perder dos horas viendo este programa.[17][18]